# Gorobinci
Gorobinci (makedonska: Горобинци) är en ort i Nordmakedonien. Den ligger i kommunen Sveti Nikole, i den centrala delen av landet, 40 kilometer öster om huvudstaden Skopje. Gorobinci ligger 444 meter över havet och antalet invånare är 1 061.